# Atelerix frontalis
Atelerix frontalis là một loài động vật có vú trong họ Erinaceidae, bộ Erinaceomorpha. Loài này được A. Smith mô tả năm 1831.

## Hình ảnh

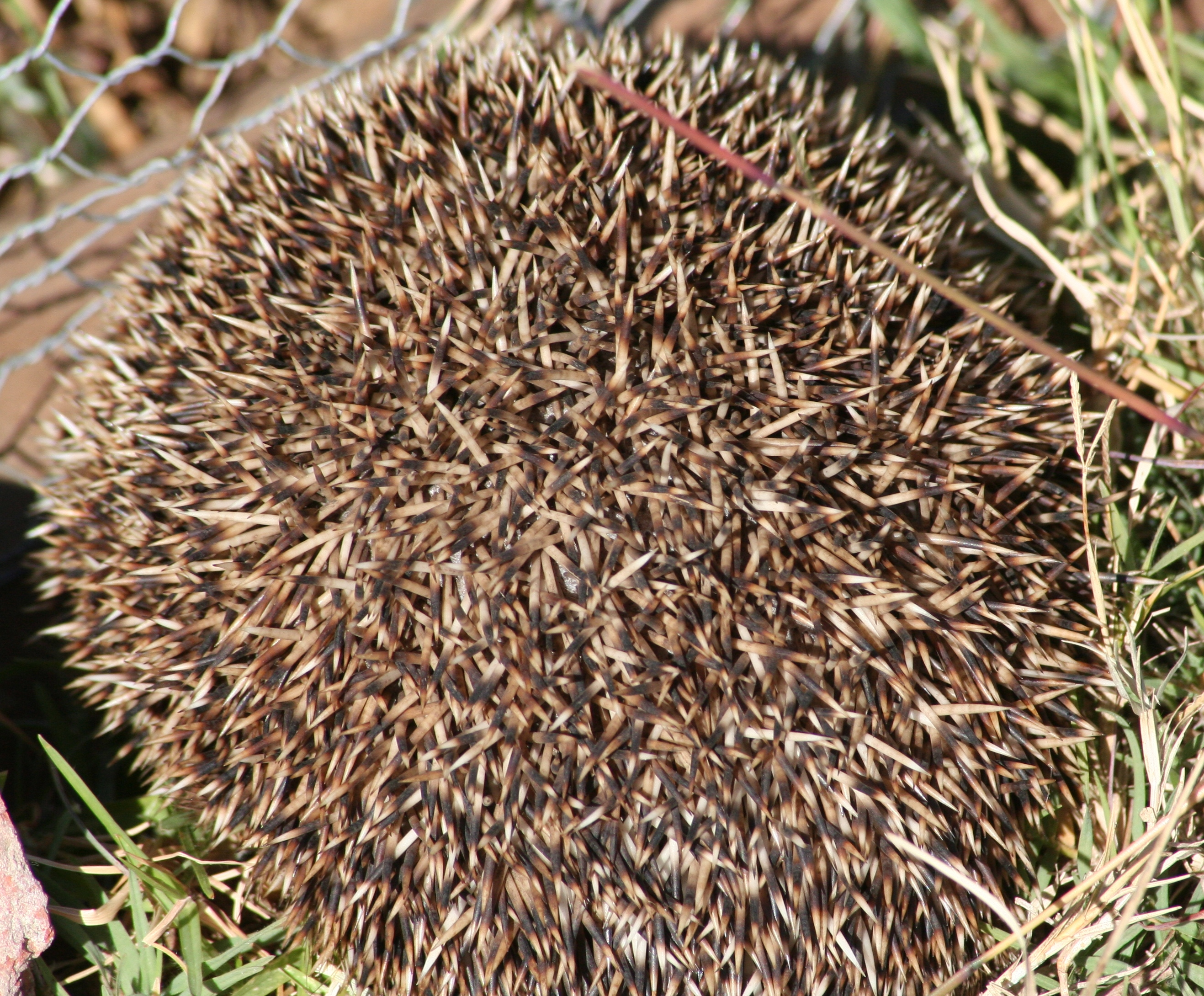
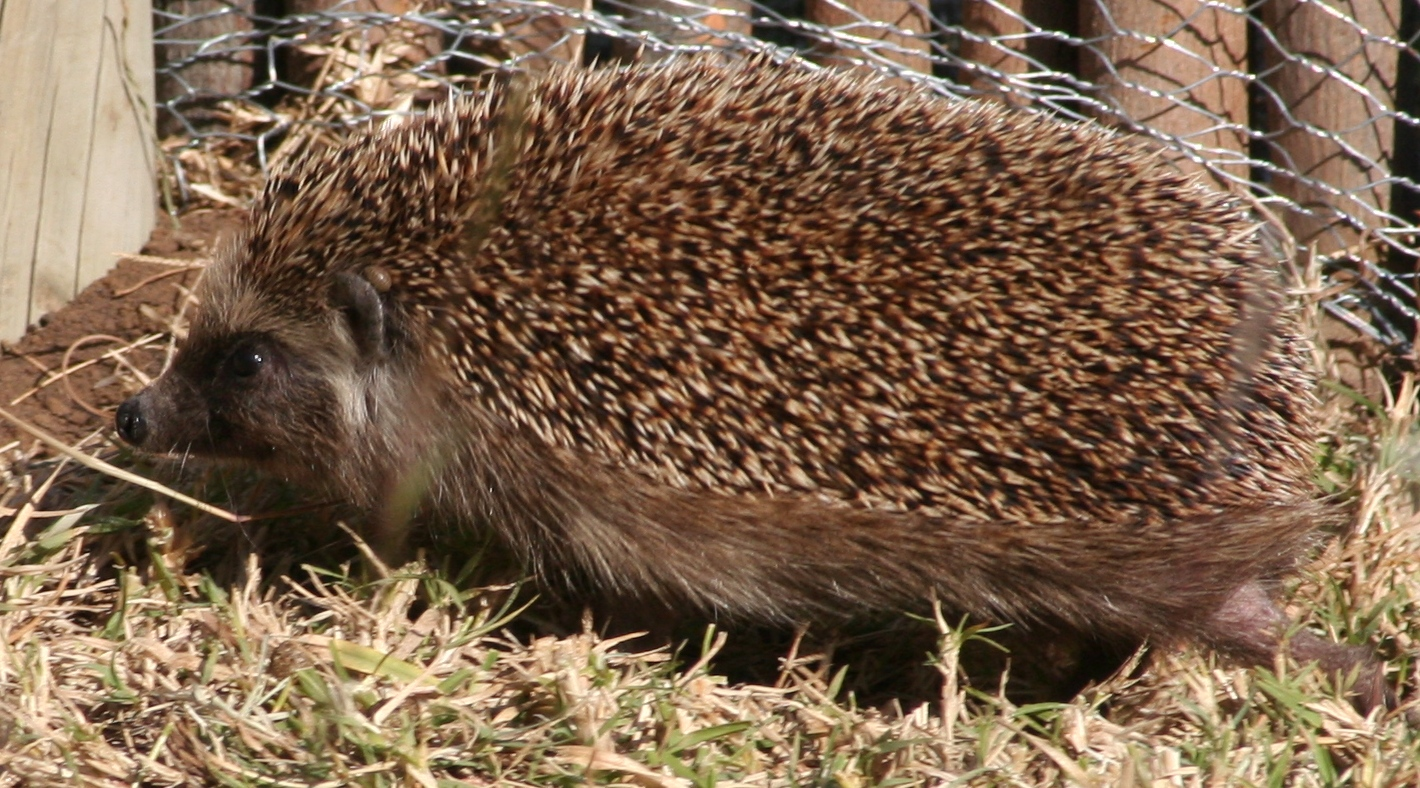
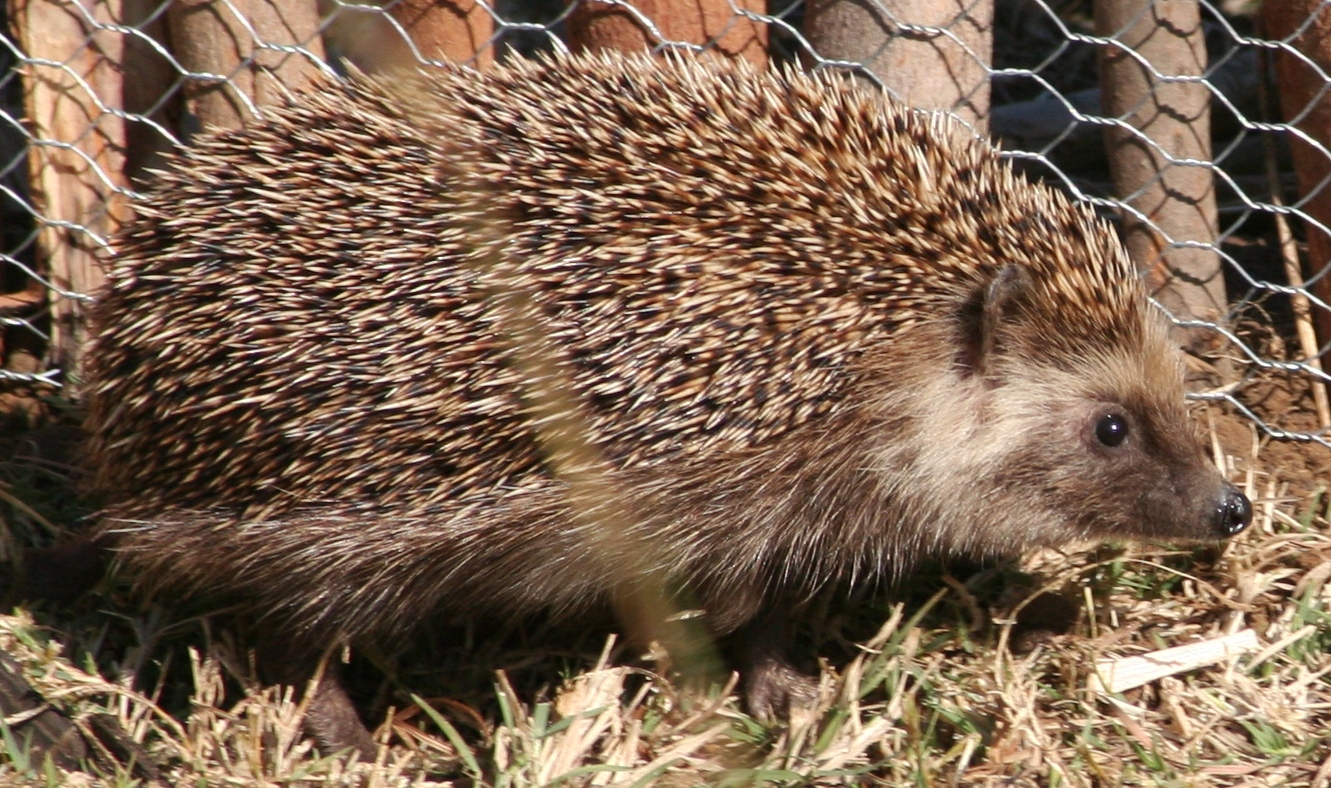